# Beverley (Australia)
Beverley – miasto w Australii, w stanie Australia Zachodnia.